# Biserica de lemn din Gemenea-Oncești

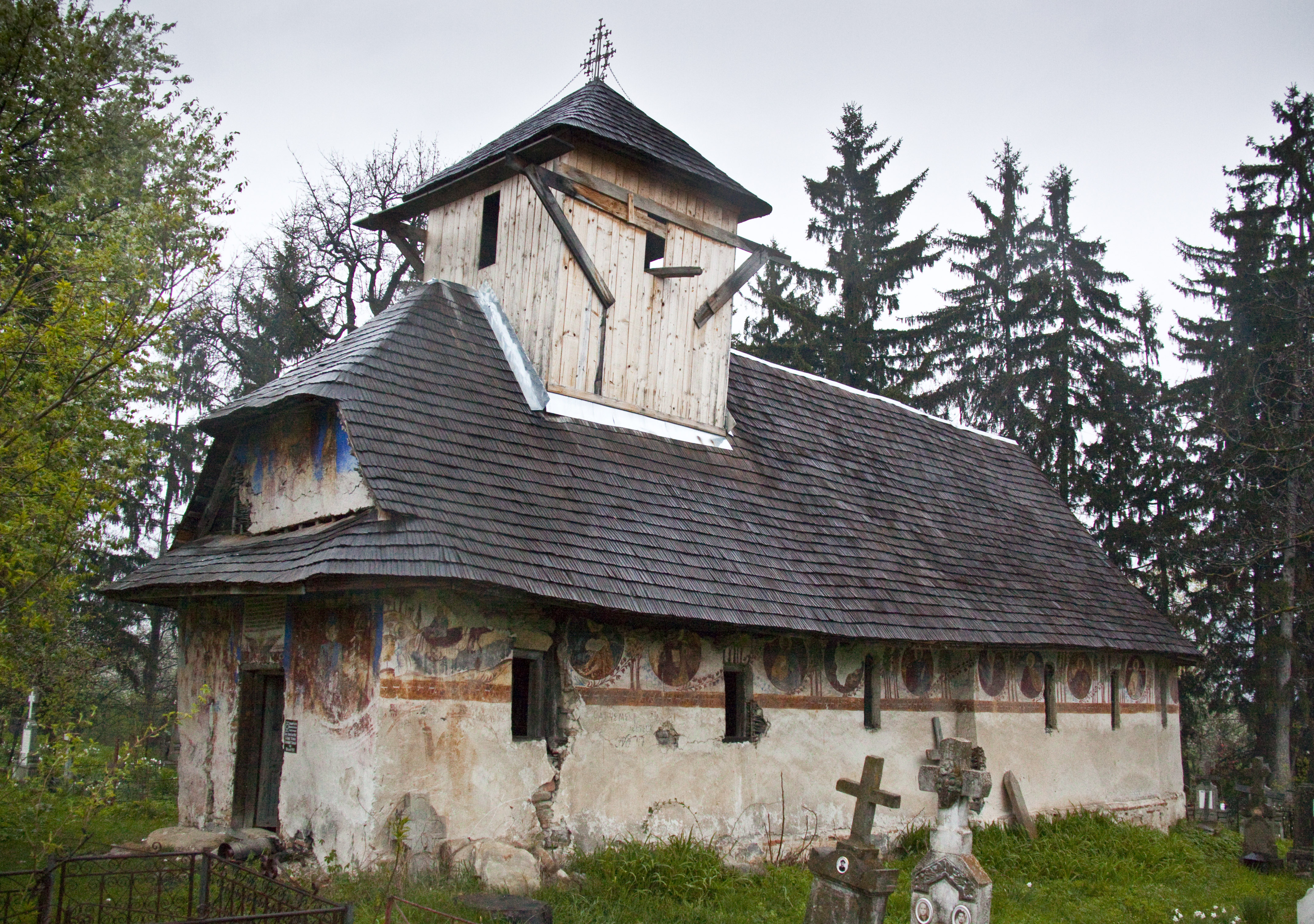
Biserica de lemn din Onceşti, județul Dâmbovița. Foto: aprilie 2010

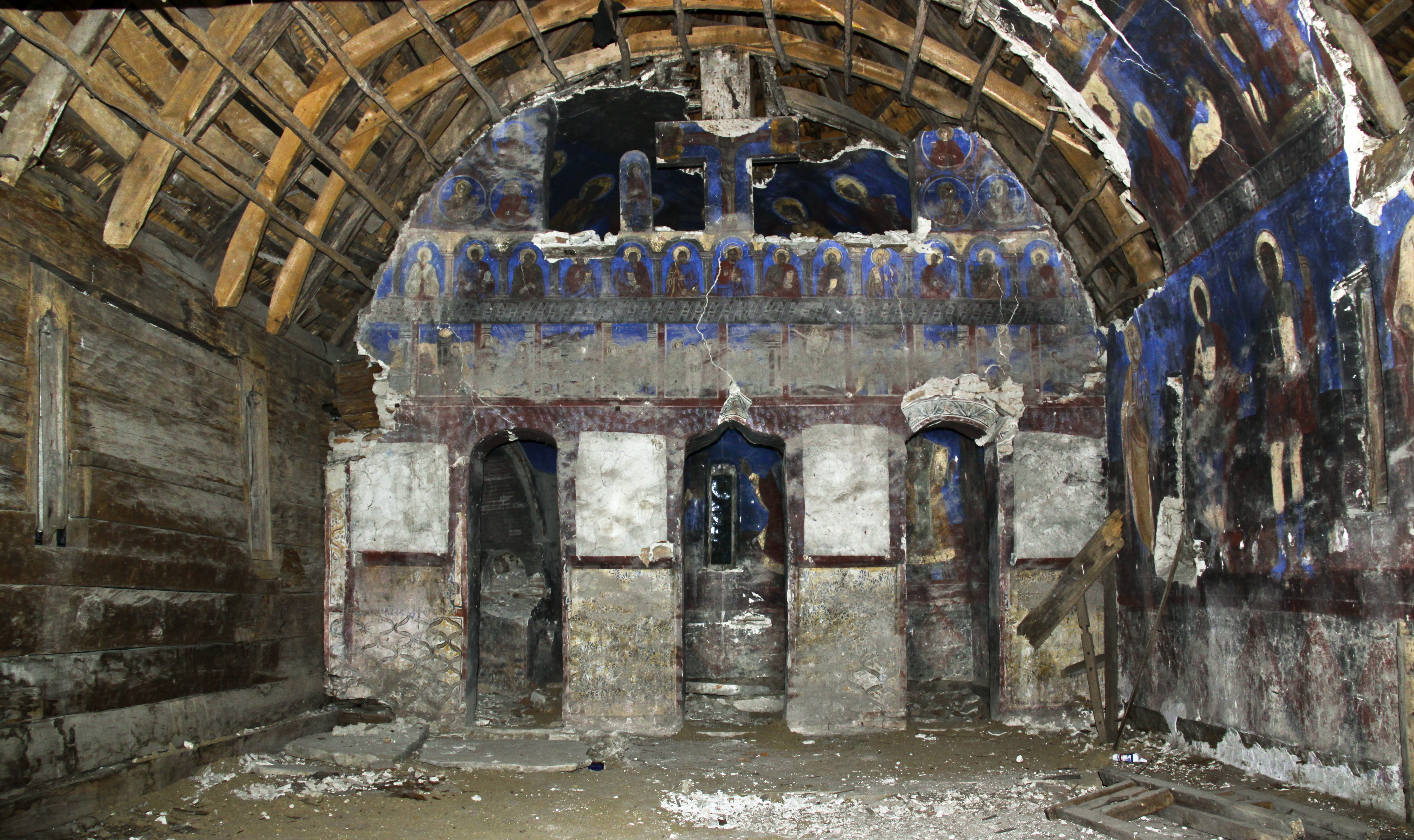
Iconostasul. Foto: aprilie 2010

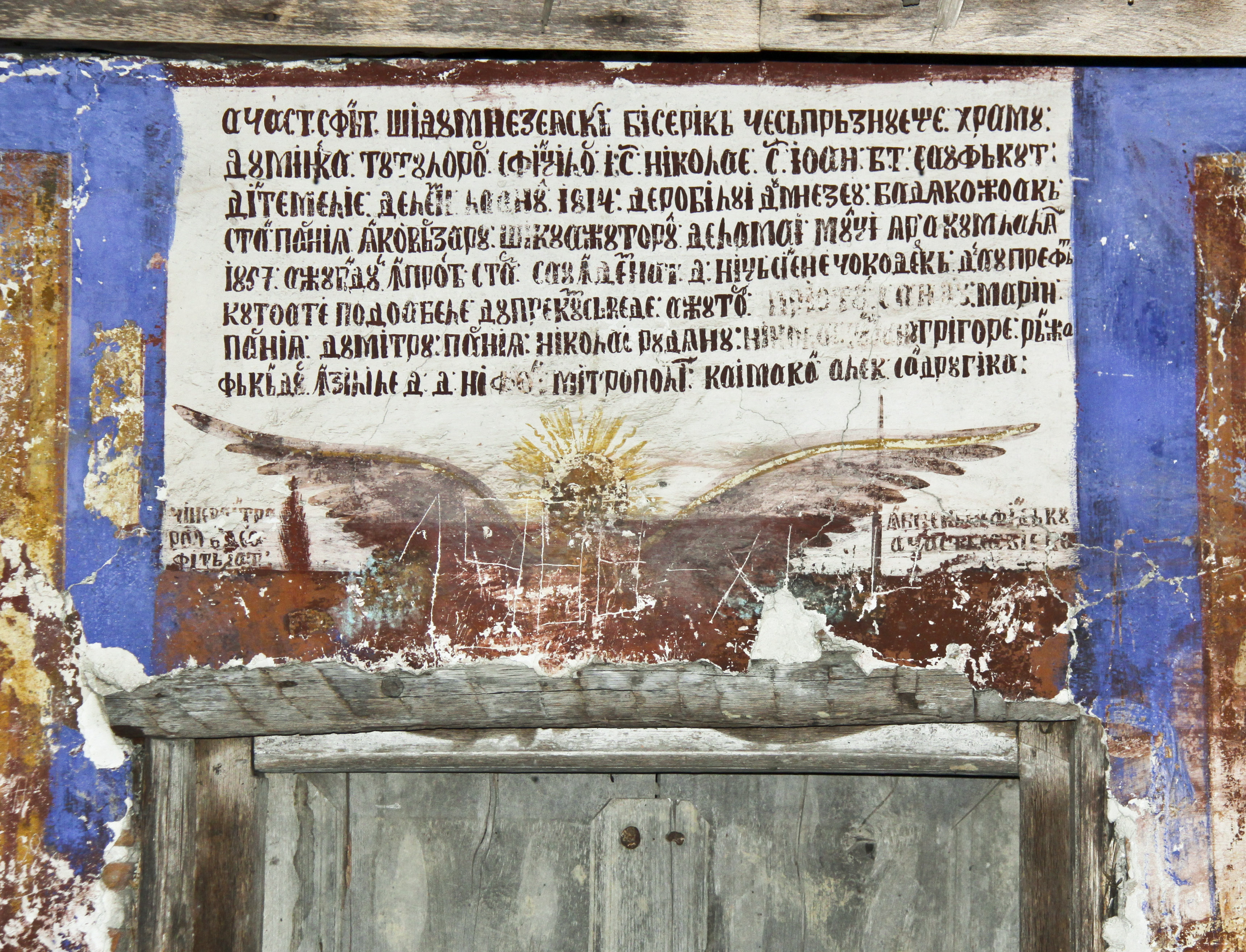
Pisania peste intrarea în biserică. Foto: aprilie 2010

Biserica de lemn din Oncești, din satul Oncești, localitatea Gemenea-Brătulești, comuna Voinești, județul Dâmbovița, poartă hramul „Duminica Tuturor Sfinților” și „Sfântul Ioan”. Datează din anul 1814.  Biserica din Oncești prezintă valori documentare și artistice demne de păstrat, mai ales într-o zonă unde numărul vechilor biserici de lemn rămase este redus. Se află în curs de restaurare. Biserica este înscrisă pe noua listă a monumentelor istorice, LMI 2004:  DB-II-m-A-17508.

## Istoric
Momente importante din trecutul bisericii sunt redate de pisania pictată de peste intrare. Textul ei, în limba română cu litere chirilice reține următoarele: „Aceast[ă] sfănt[ă] și Dumnezeiască biserică ce să prăznuește hramu Duminica Tutuloror Sfinților i S[fântul] Nicolae, S[fântul] Ioan B[o]t[ezătorul] sau făcut din temelie de lemn la anul 1814, de robi lui Dumnezeu Bodia Cojoacă, Stan Parniia, Ianco Vărzaru și cu ajutorul de la mai mulți, iar acum la liat 1857 ajungăndu în prostă stare sau îndemnat d[omnul] Niță sin Ene Ciocodercă de au prefă[cu]t cu toate podoabele dupre cum să vede, ajutor priotul Sandu, Marin Parniia, Dumitru Parniia, Nicolae Rudianu, Nicolae ...anu, Grigore Rănja, făcăndusă în zilele d[umnealui] d[omnul] Nifon mitropolit, caimacan Alexandru Ghica”.  După cum reiese din pisanie, biserica a fost ridicată în anul 1814. Urme de pictură sub actuala pictură murală indică o pictare interioară din prima etapă.
În 1857, în timpul domniei lui Alexandru Ghica, „ajungăndu în prostă stare”, a fost renovată de un nou rând de ctitori, o parte din ei fiind urmașii celor dintâi. Cu acest prilej lăcașul a fost extins spre apus, peretele dintre pronaos și naos fiind demolat și înlocuit cu unul nou de zid, mutat mai bine de doi metri în interiorul vechiului pronaos. Pronaosul a fost extins mult spre apus, înglobând vechiul pridvor și fiind completat încă pe atât cu pereți noi de zidărie. Biserica a fost tot atunci cercuită, tencuită și apoi zugrăvită pe exterior și în interior.
În 1974 biserica a fost acoperiță cu șiță, protejându-i interiorul de intemperii. În ultimii ani se află într-un proces de restaurare și conservare.

## Trăsături
Această biserică prezintă un plan caracteristic zonei Dâmbovița, cu pronaos mai îngust decât naosul. Altarul este și el mai îngust și terminat în cinci fețe. Biserica de lemn din Oncești se aseamănă în formele ei de început cu biserica de lemn din Cândești Vale Vârtop atât în planimetrie cât și în elevație. În elevație se remarcă pereții din bărne fățuite și încheiate în cheotori netede, bisericești. Vechiul naos este luminat de două ferestre înalte și înguste spre apus și două spre miazăzi. În vechiul pronaos există câte o fereastră spre sud și nord. Altarul este perforat de trei ferestre mici. Ferestrele sunt tăiate dintr-un lemn așezat vertical între bârne și păstrează urme de grilaj de lemn sculptat decorativ, în felul celor păstrate la biserica din Vârtop.
Bolțile peste altar și naos au structura alcătuită din nuile trecute printre lețuri, acestea din urmă fiind prinse în căpriorii acoperișului. Structura curbă este tencuită cu var și zugrăvită. Structurile de bolți de acest tip sunt sensibile la intemperii. Starea proastă de conservare a bolților se datorează unui acoperiș anterior degradat. 
Renovările de la 1857, pe lângă nevoia de a mări capacitatea spațiului de cult, au avut ambiția de ascunde lemnăria, căutând înadins aspectul unei biserici de zid, cu picturi murale interioare și exterioare. Din această perspectivă se explică folosirea zidăriei la schimbările care i s-au adus atunci. Prelungirea spre apus a pronaosului, executată în zid, a fost în anul 2010 aproape desprinsă structural de restul bisericii de lemn.  

## Imagini din exterior

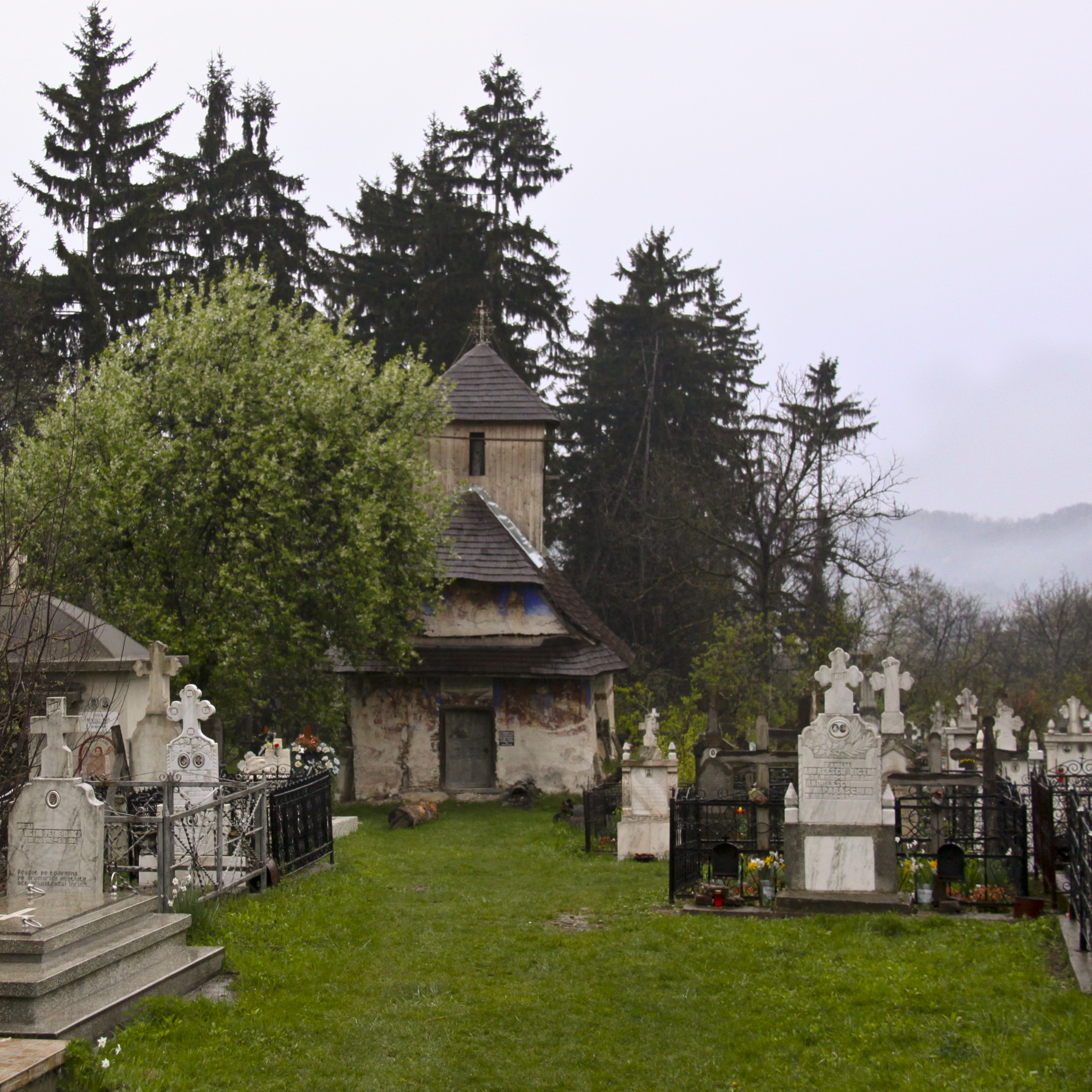
în cimitir
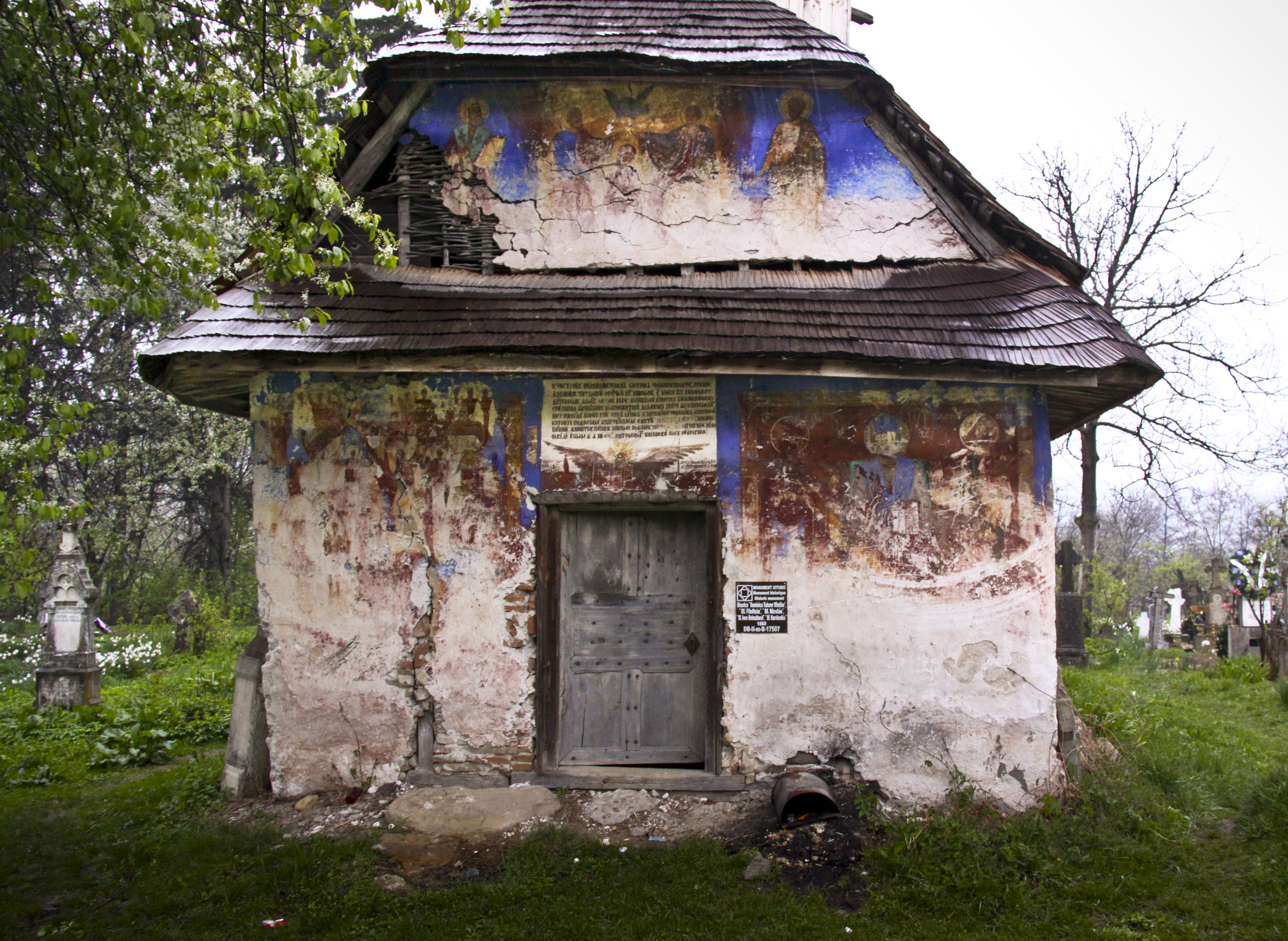
intrarea
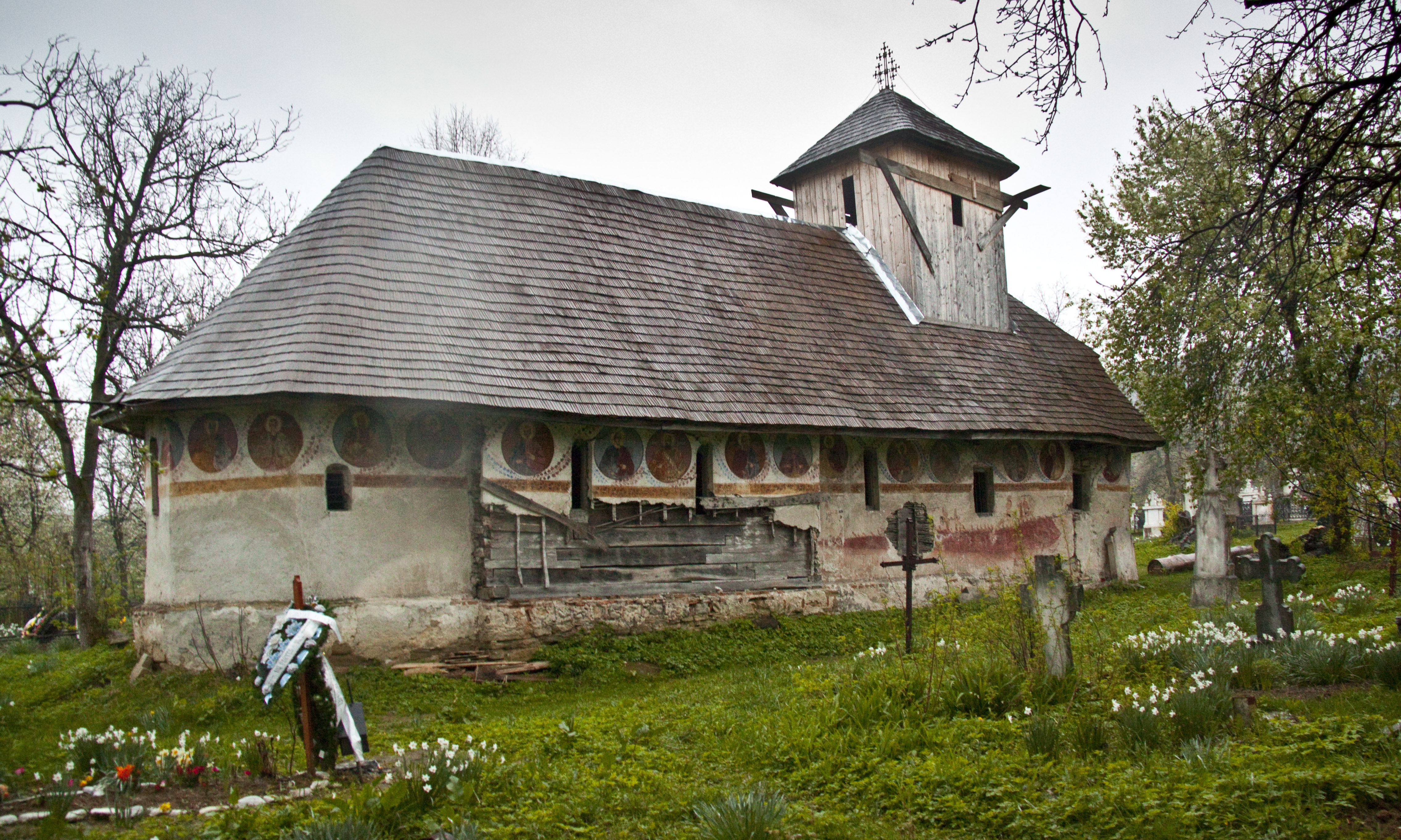
nord-est
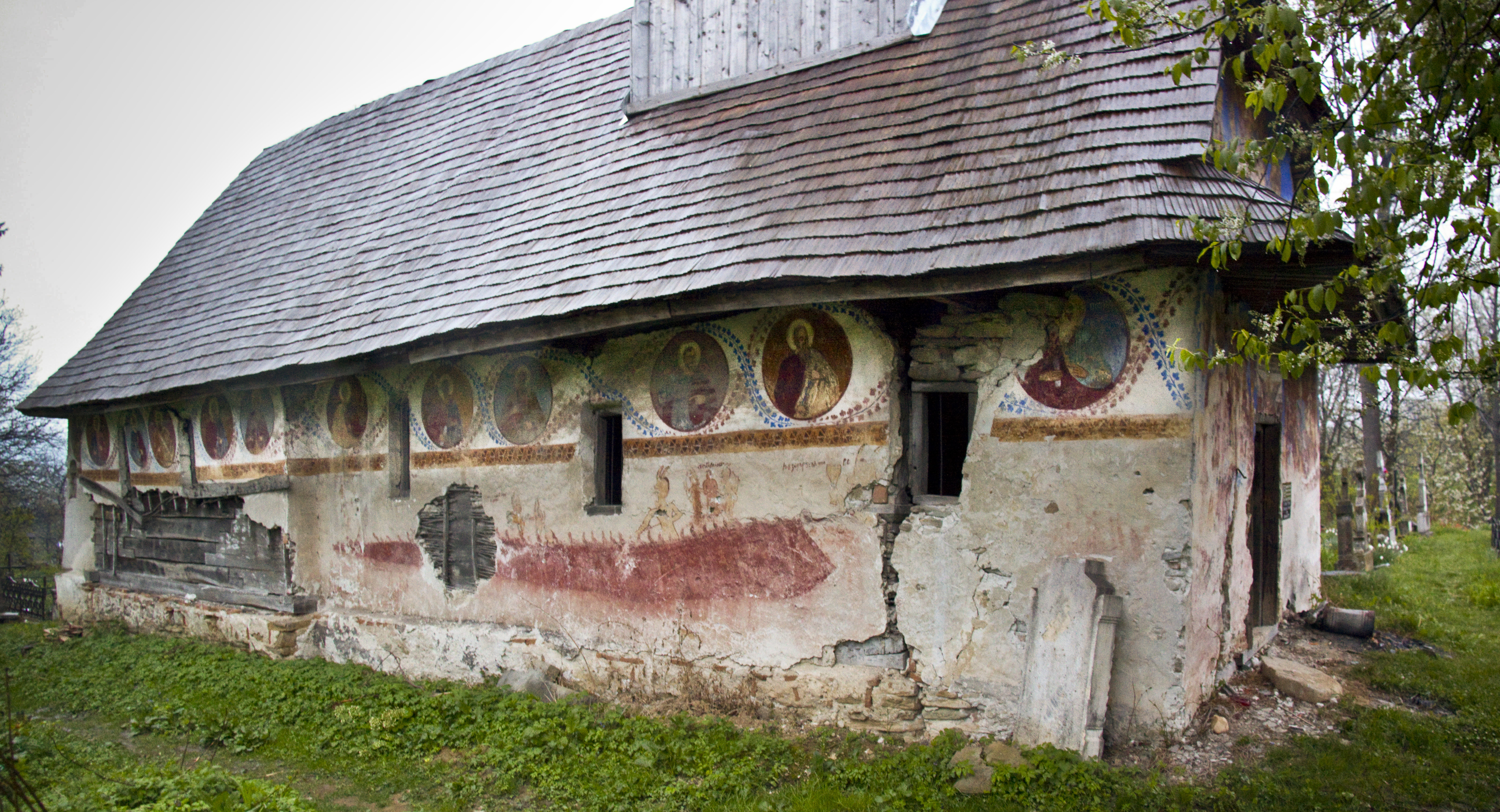
nord-vest
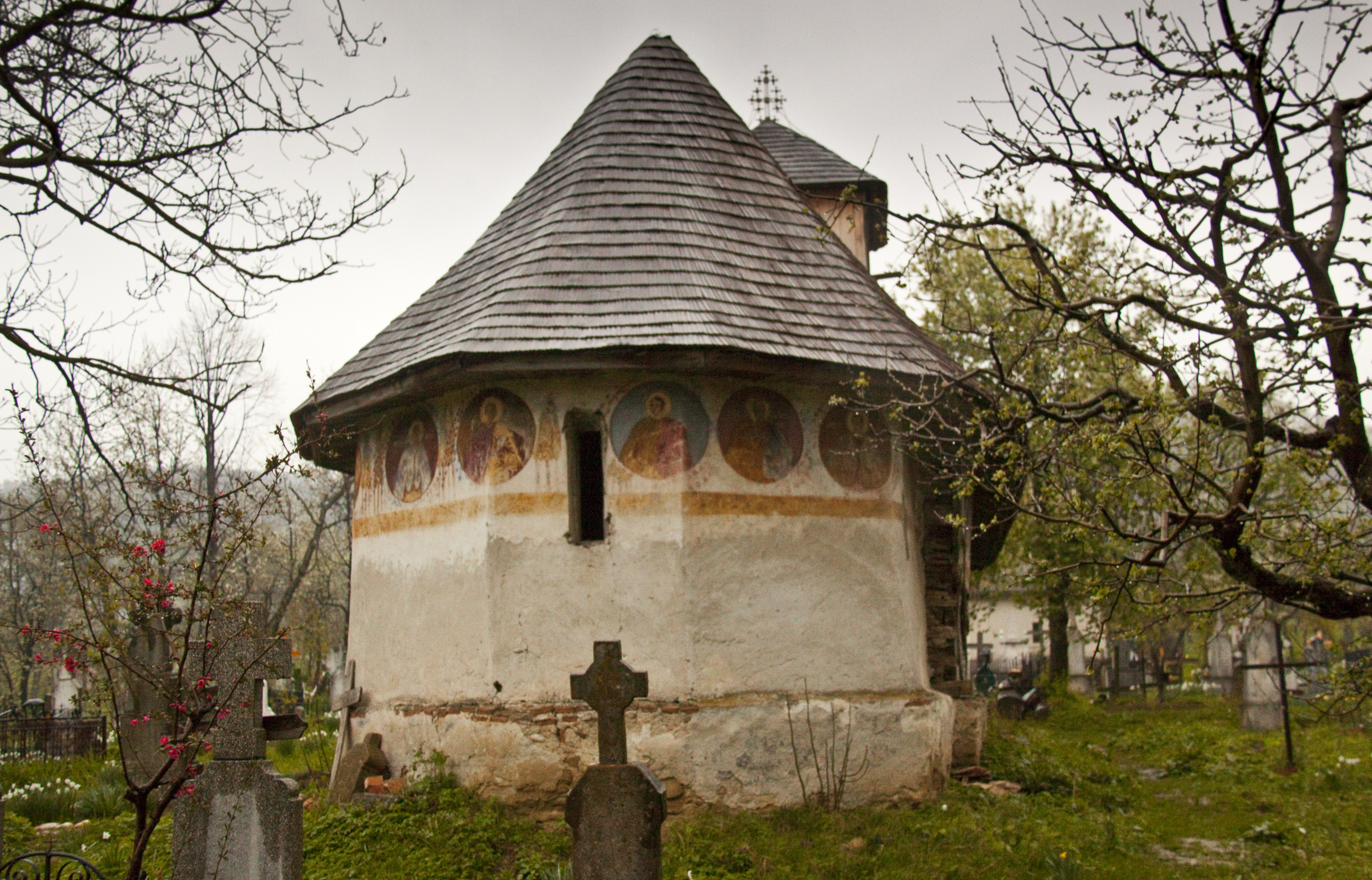
răsărit
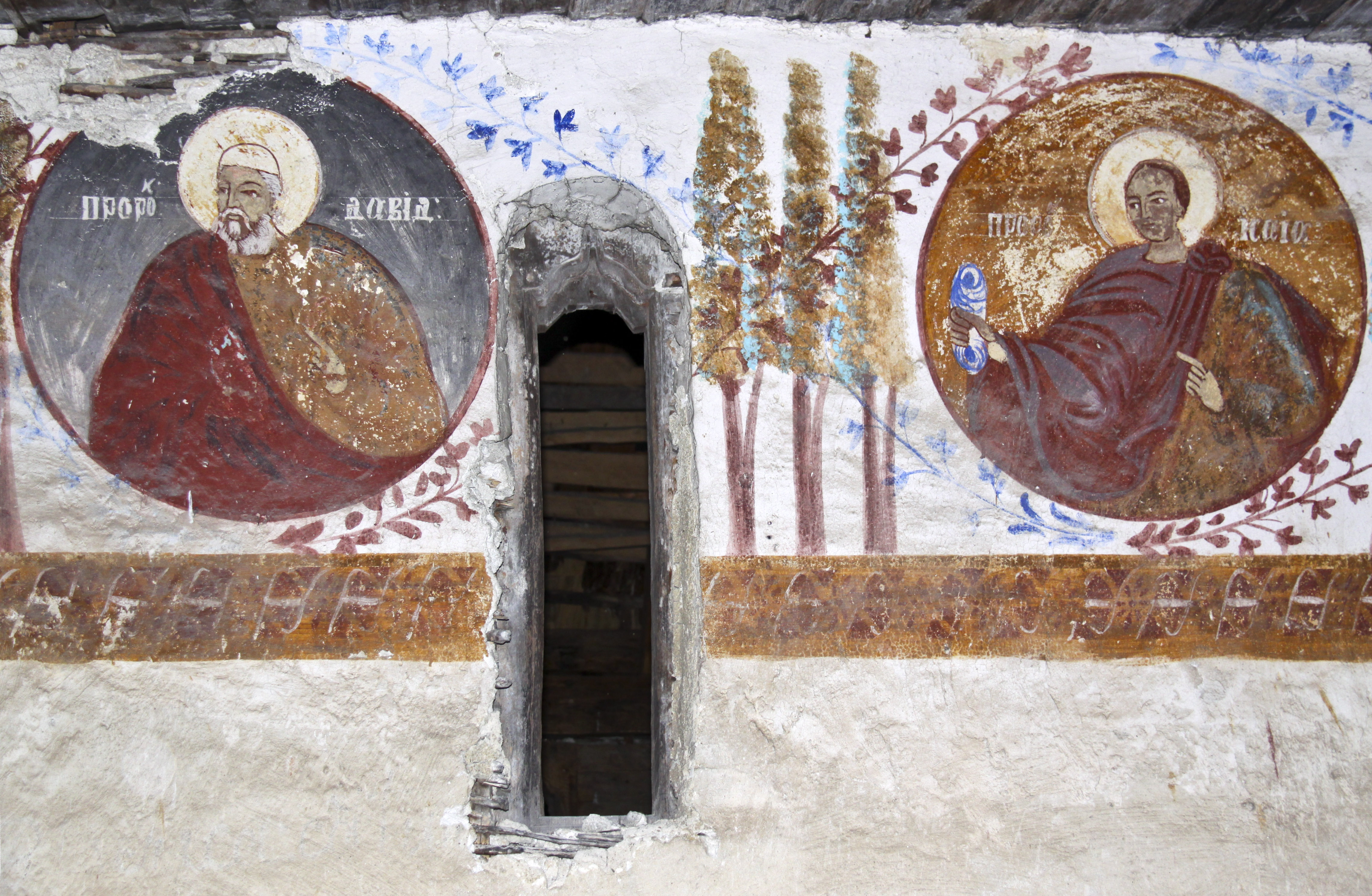
fereastră
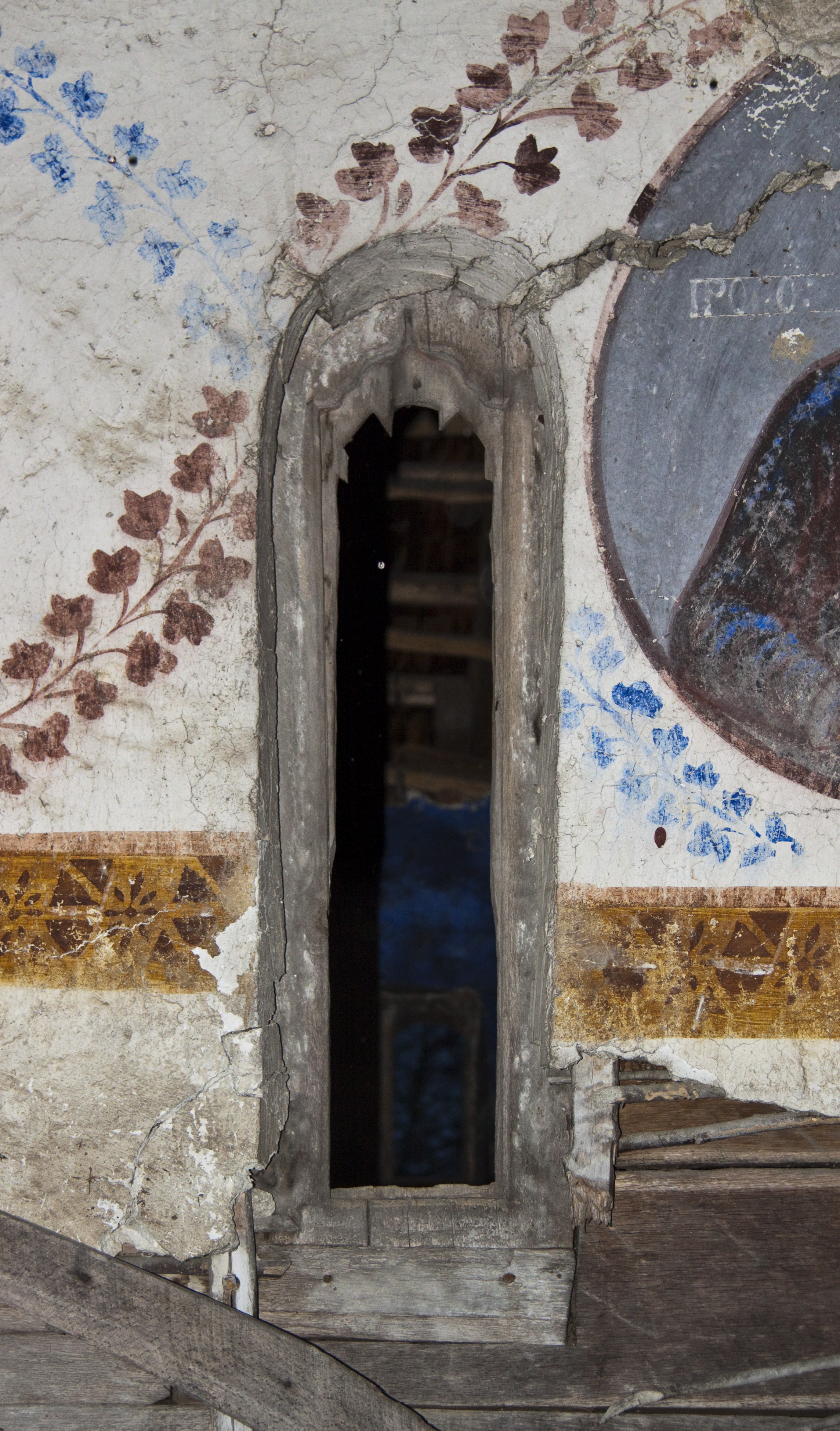
fereastră
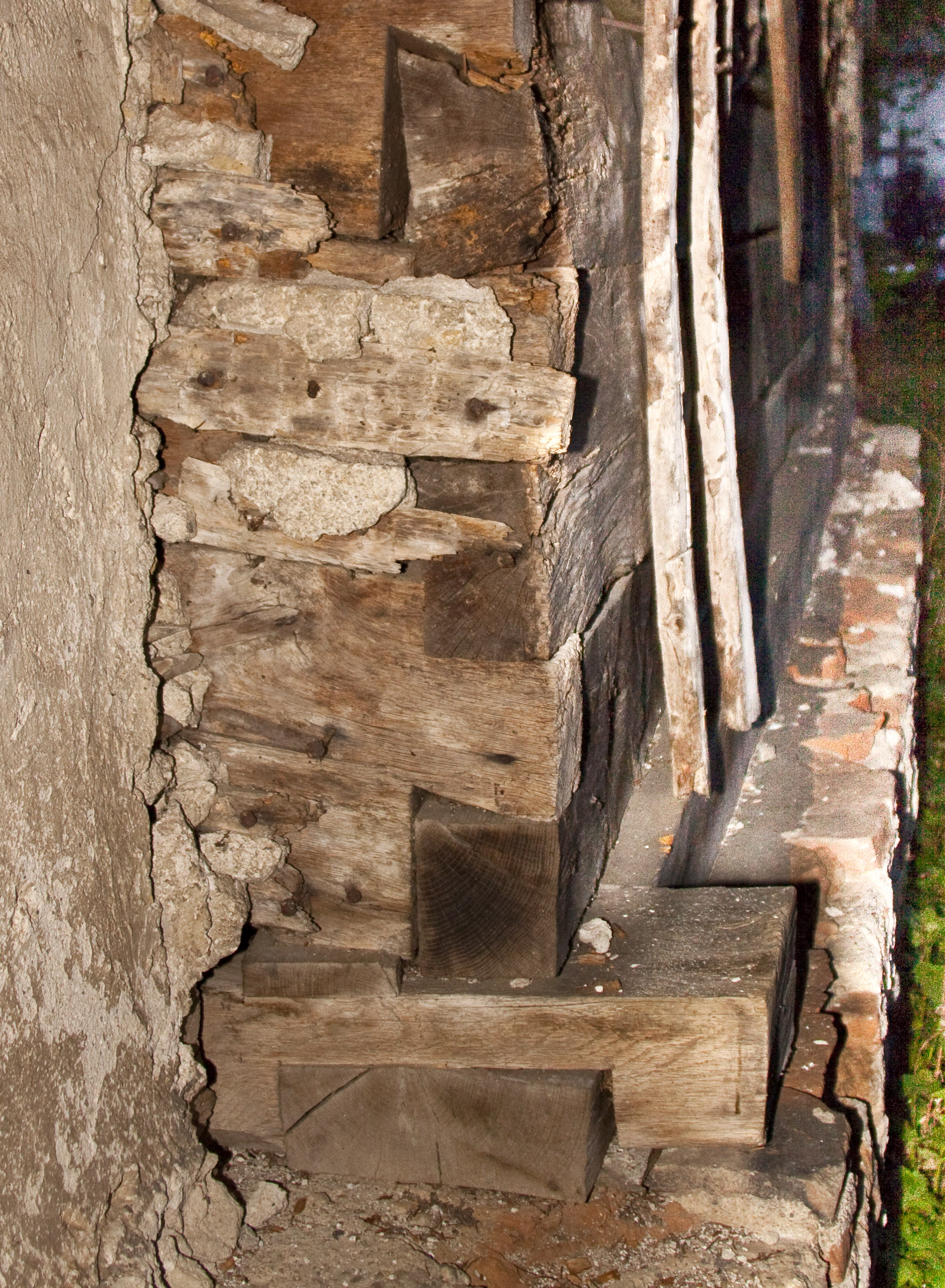
chetori

## Imagini din interior

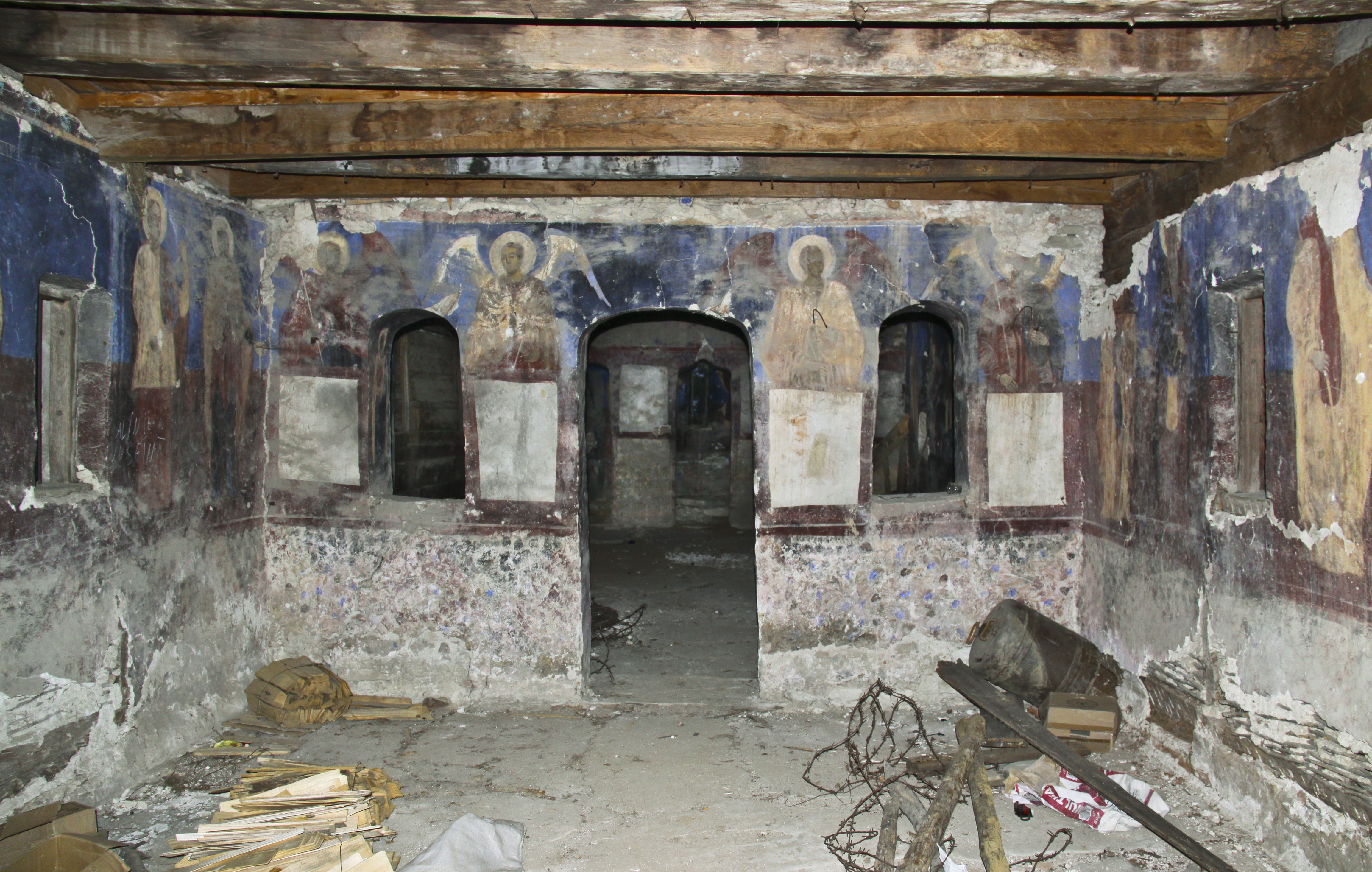
pronaos, spre interior
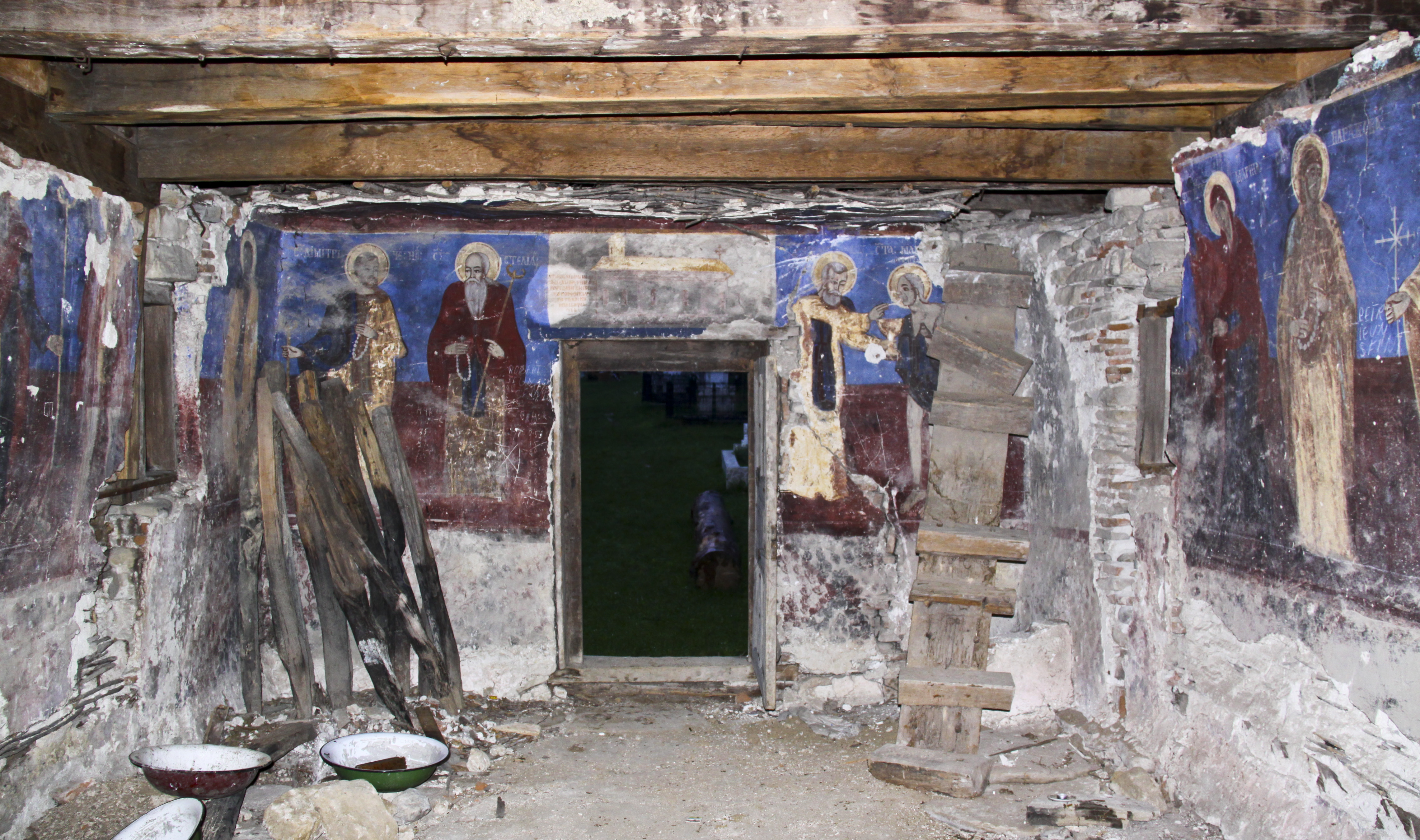
pronaos, intrare
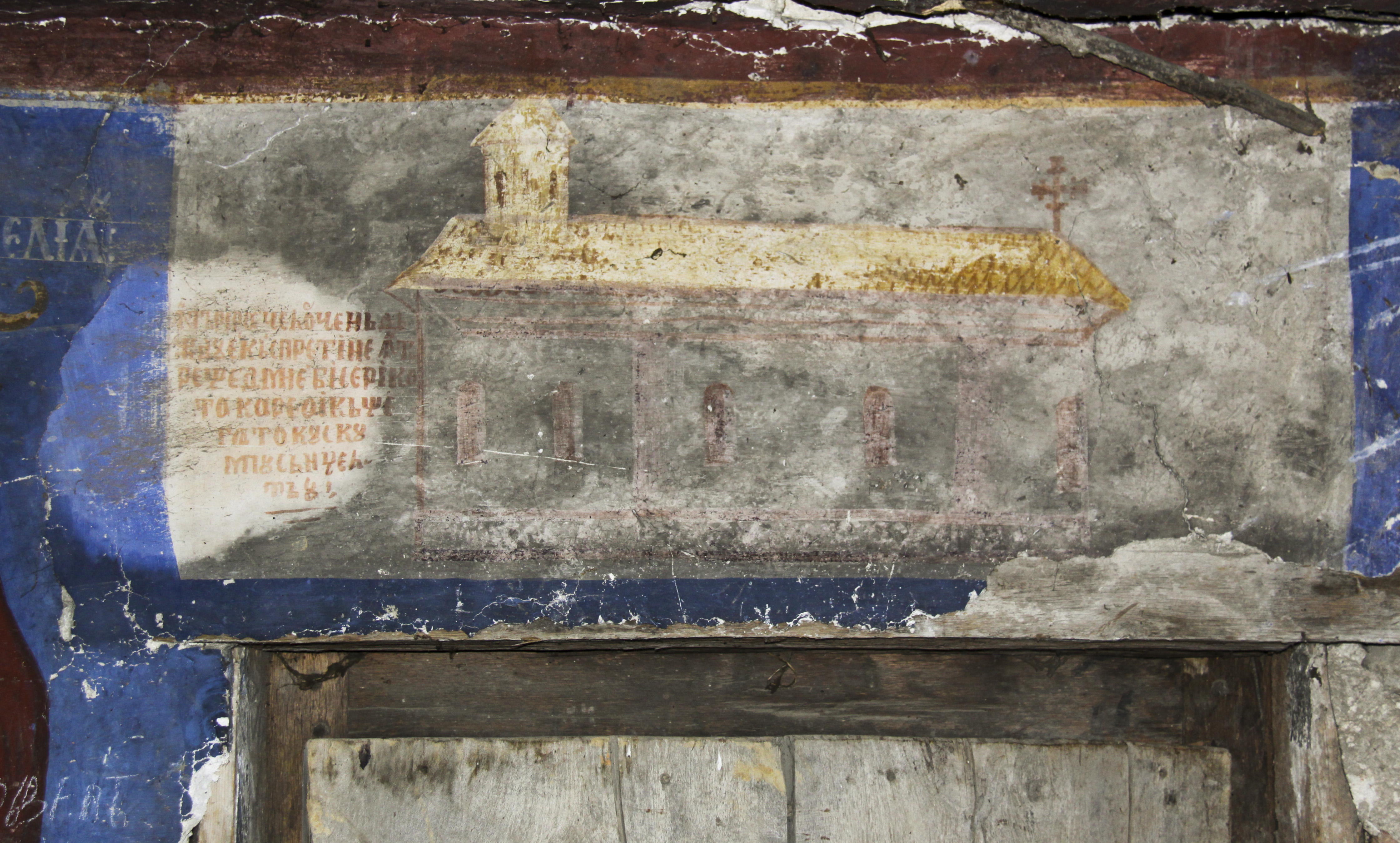
macheta bisericii
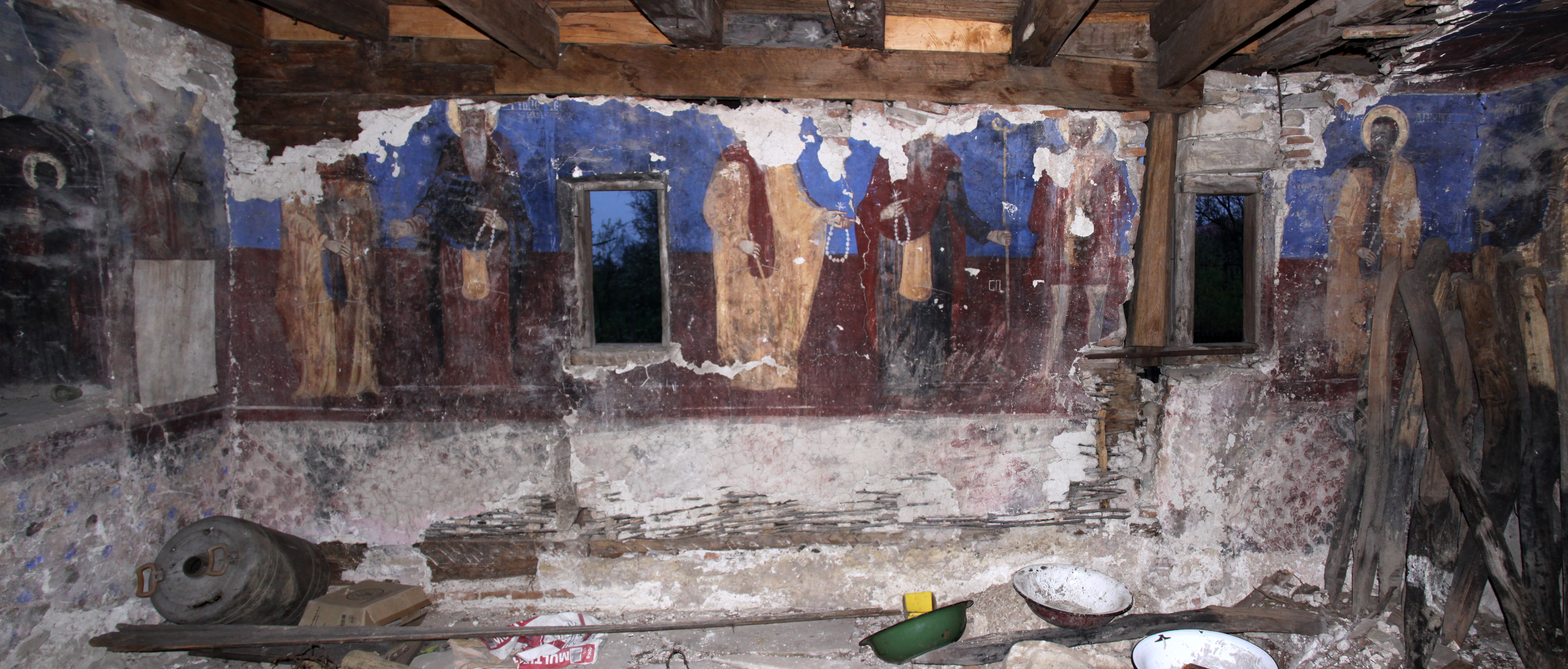
pronaos, sud
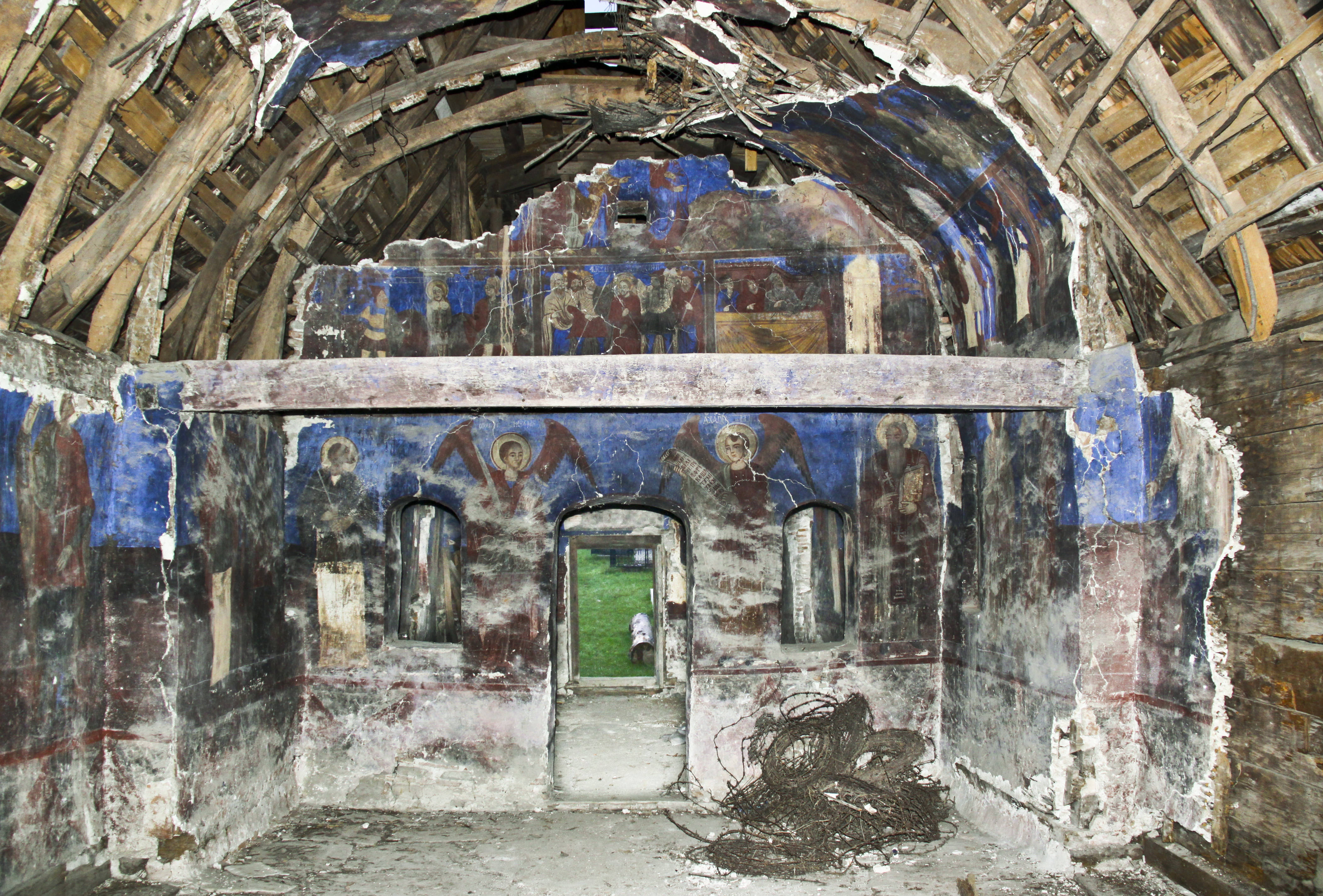
naos, intrare
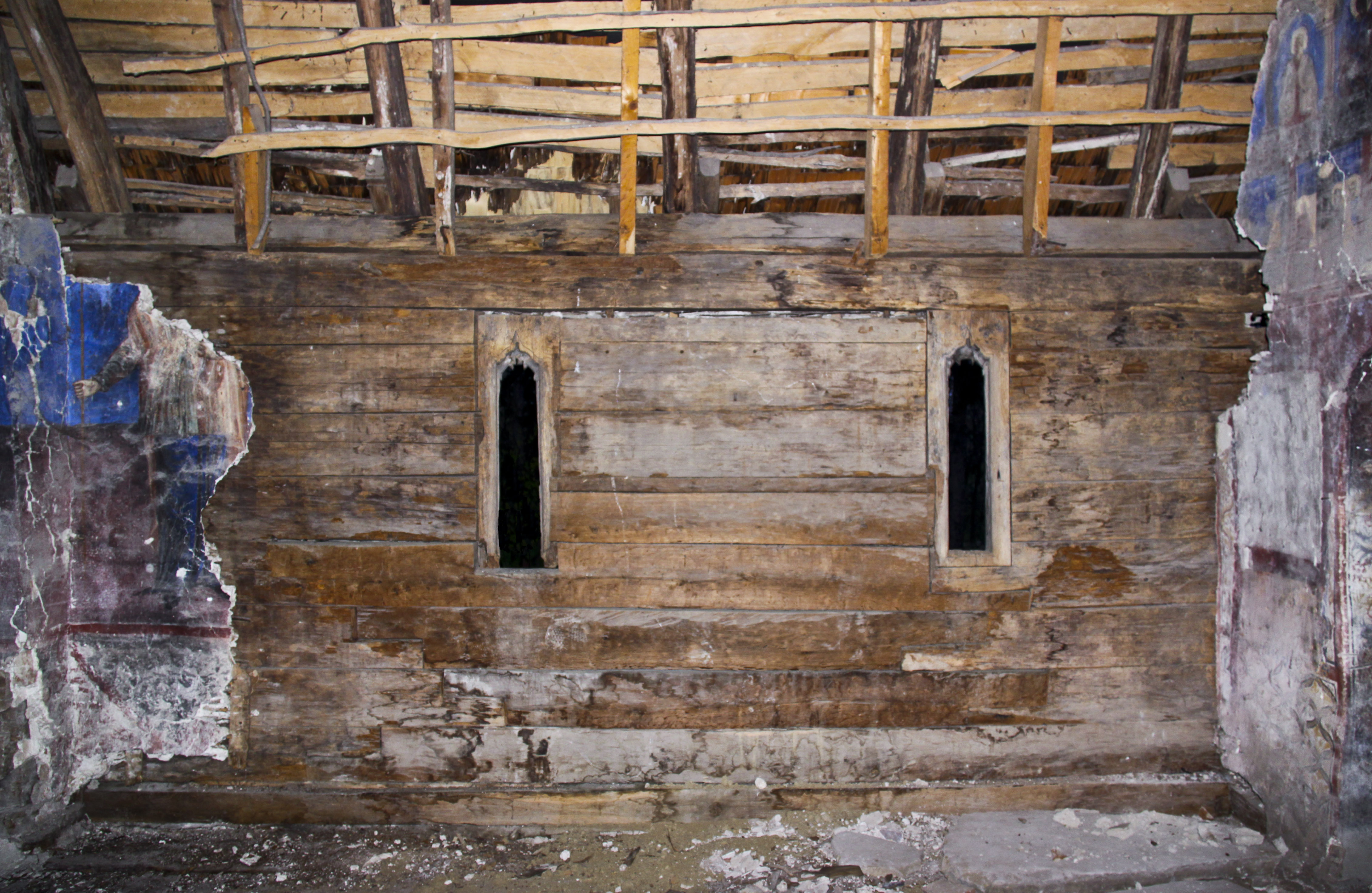
naos, nord
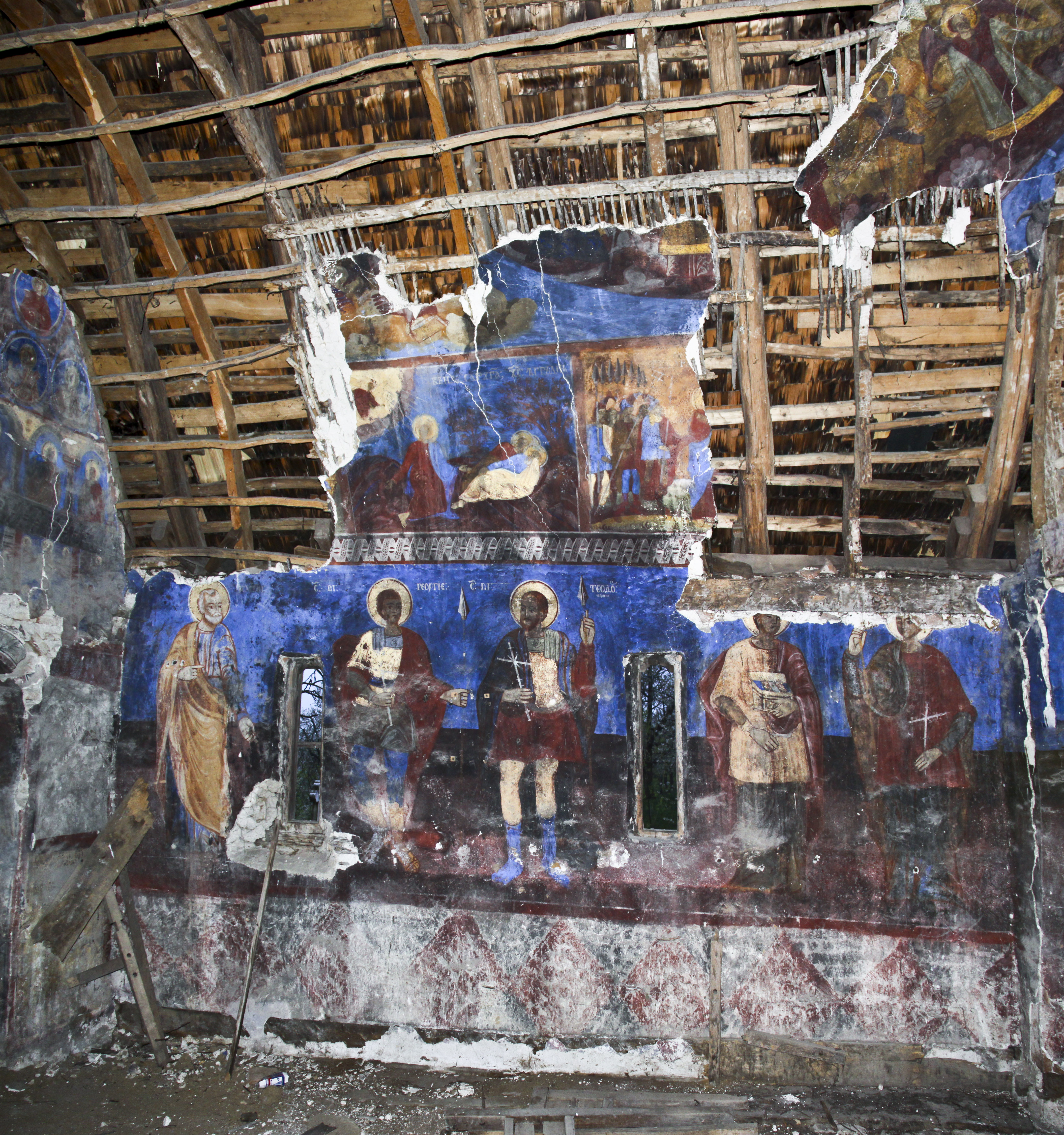
naos, sud
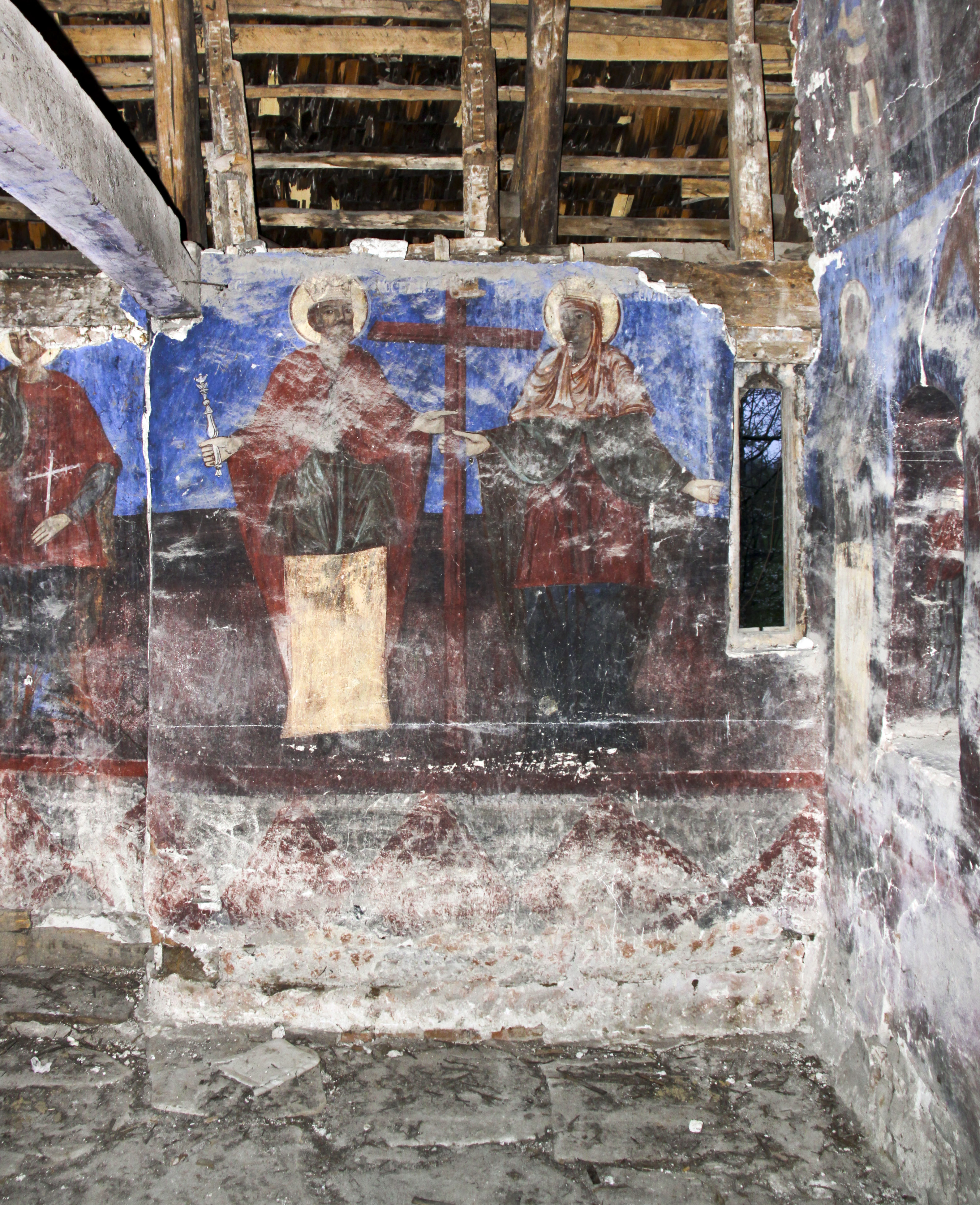
naos, sud, partea îngustă
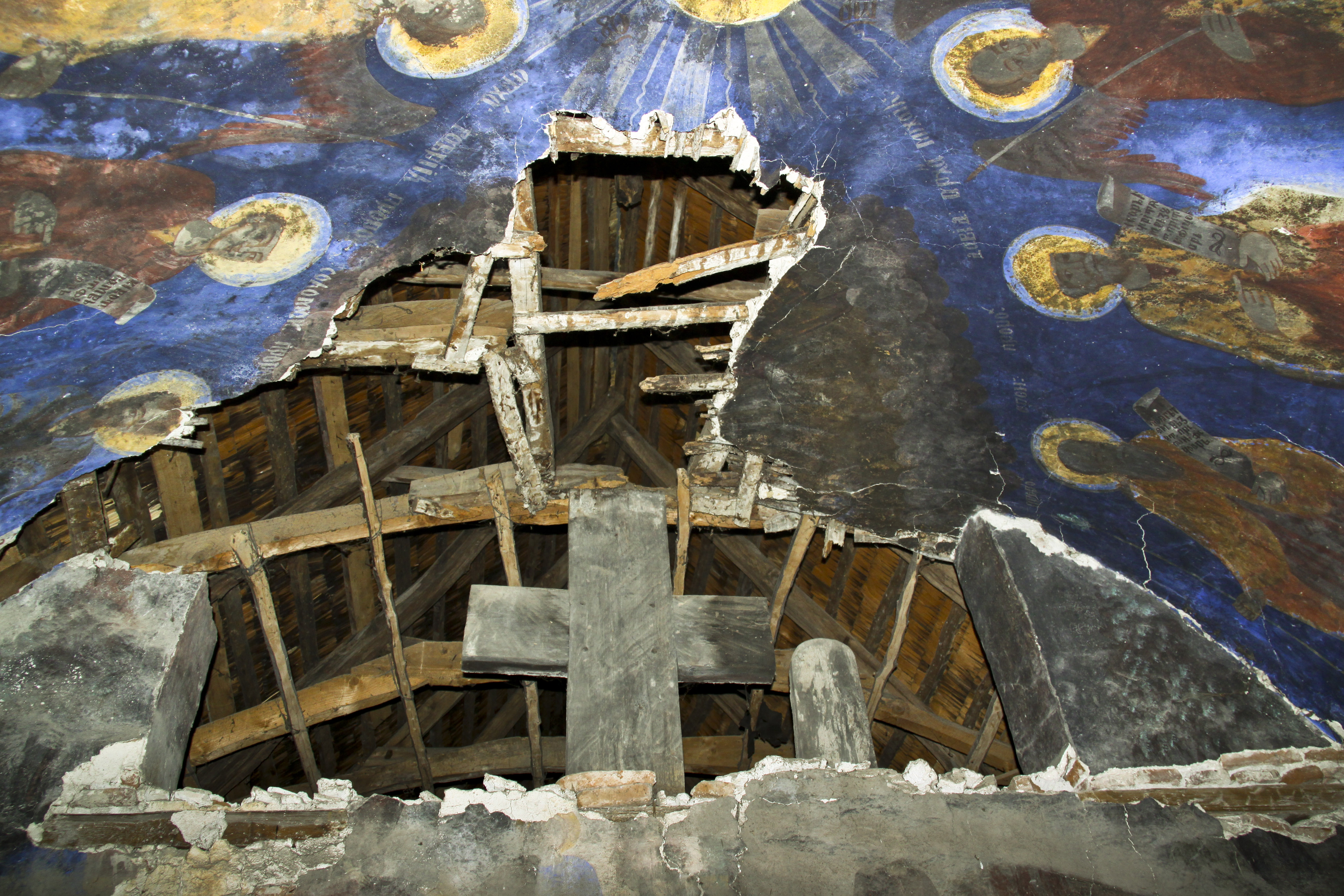
bolta altarului
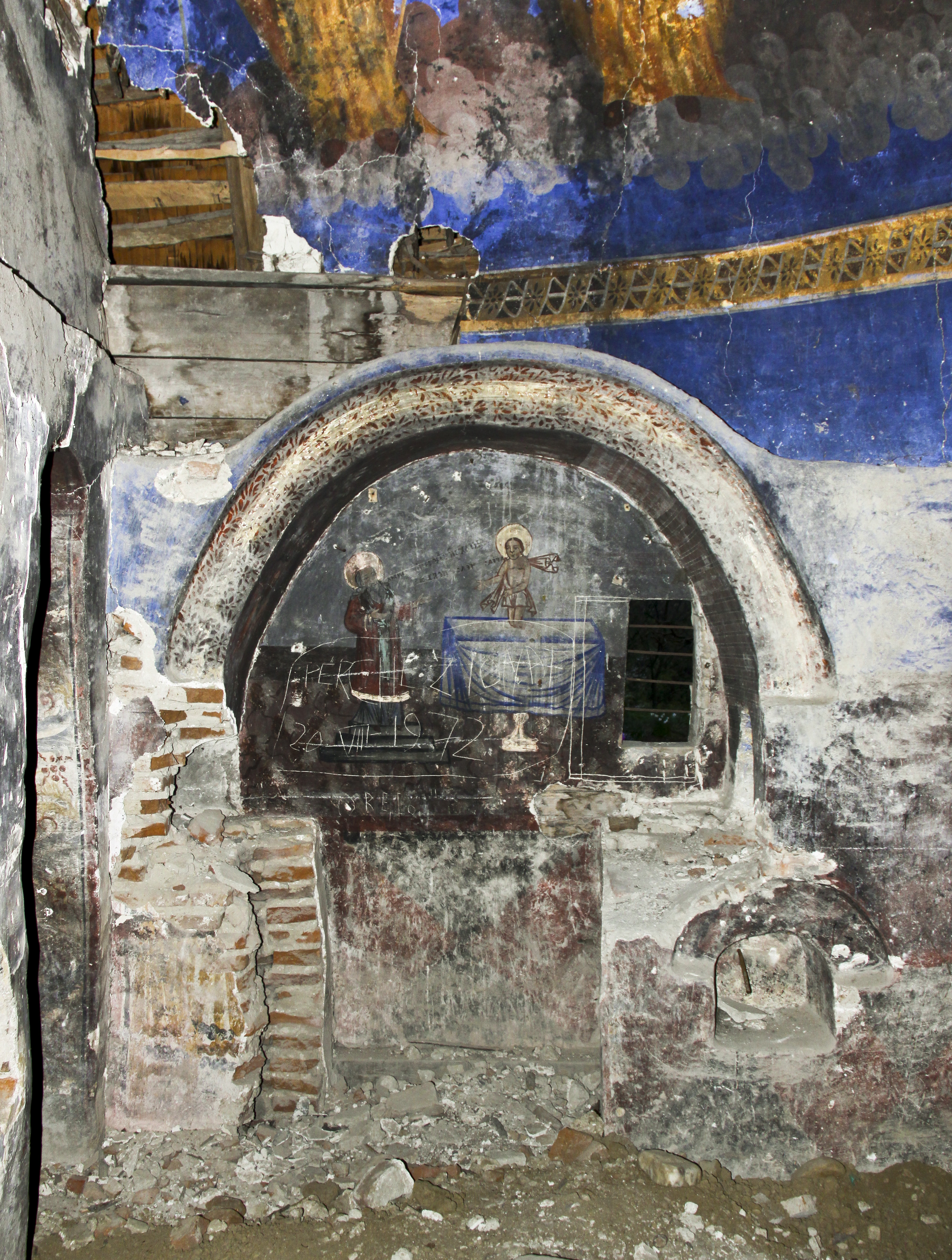
proscomidia
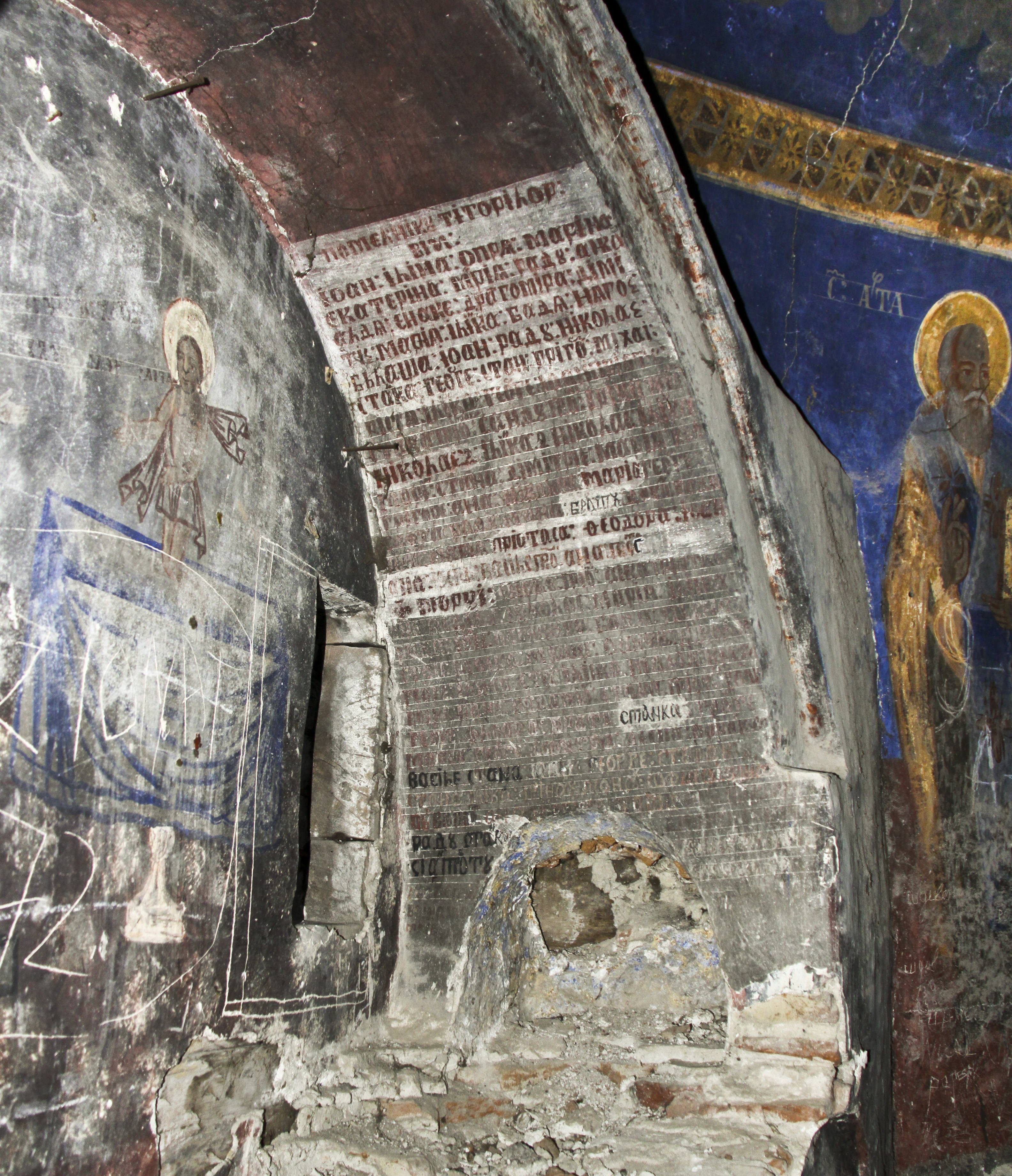
pomelnicul ctitorilor de la 1857